# Bugatti 18/3 Chiron
De Bugatti 18/3 Chiron  is een conceptauto van Bugatti uit 1999. De auto is ontworpen door Fabrizio Giugiaro van ItalDesign en werd vernoemd naar racelegende Louis Chiron. De typeaanduiding "18/3" verwijst naar de achttien cilinders die zijn verdeeld over drie groepen van elk zes cilinders.
De Bugatti 18/3 Chiron heeft een 6,3-liter W18 motor en een handmatige vijfversnellingsbak met vierwielaandrijving. De Chiron heeft Xenonlampen en aan de buitenkant is hij gemaakt van koolstofvezel.
De 18/3 Chiron heeft een acceleratiesnelheid van 0-100 km/h in 5,3 seconden, met een topsnelheid van 330 km/h.
Tegenwoordig produceert Bugatti de Bugatti Chiron voorzien van een 8,0-liter W16 quad-turbo (1500pk) met  zeven versnellingen dubbele koppeling automatische versnellingsbak.

## Fotogalerij

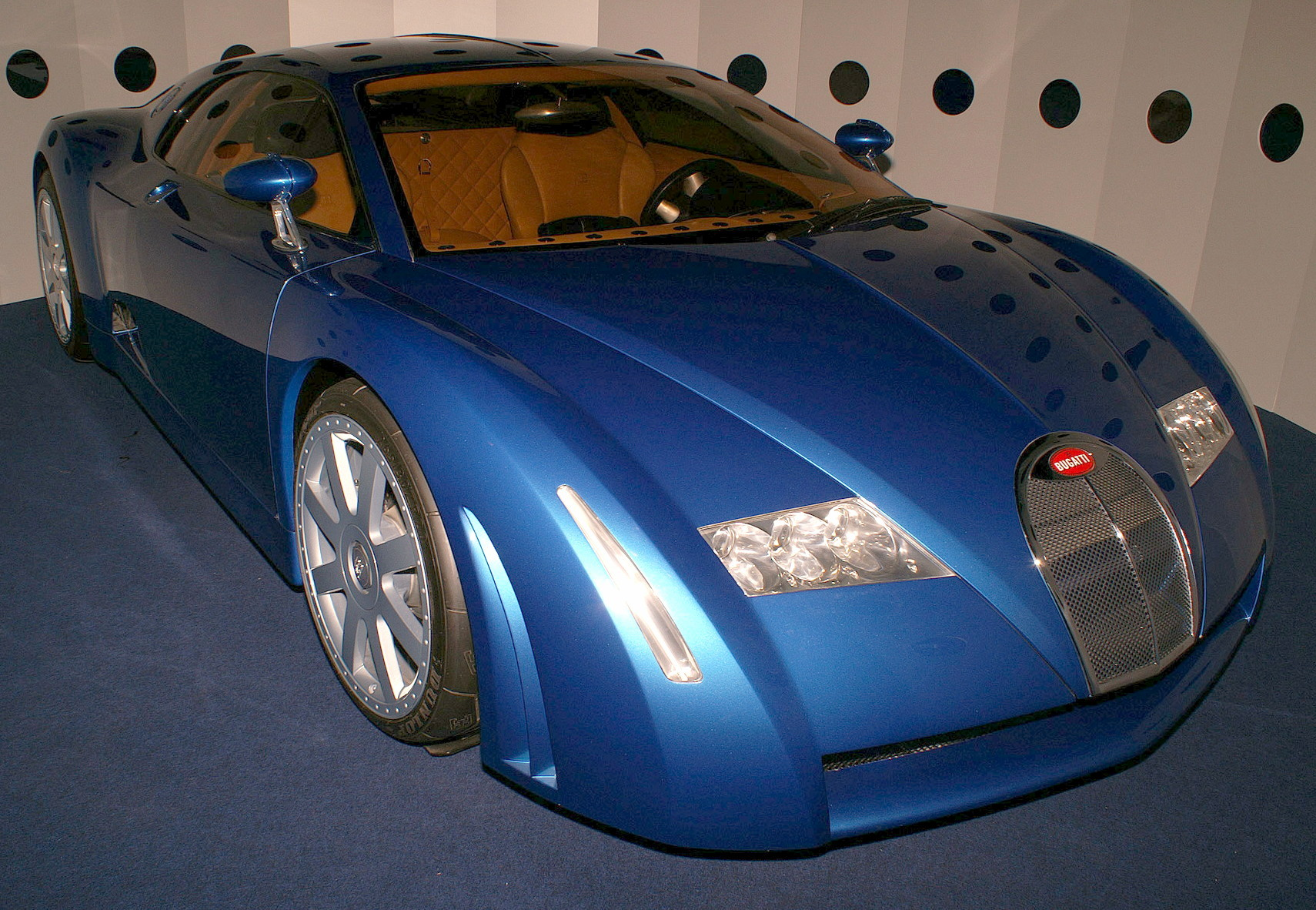
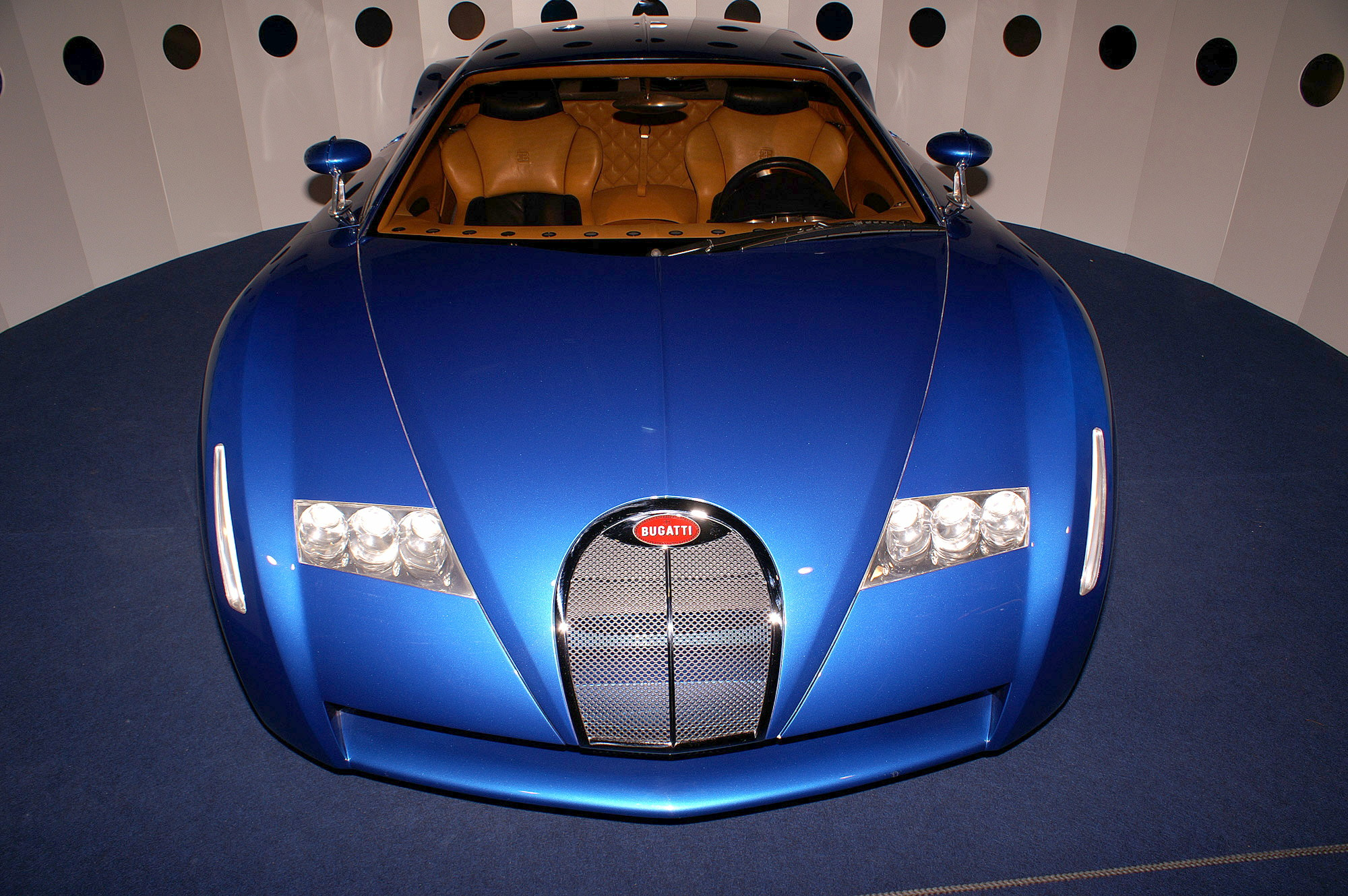
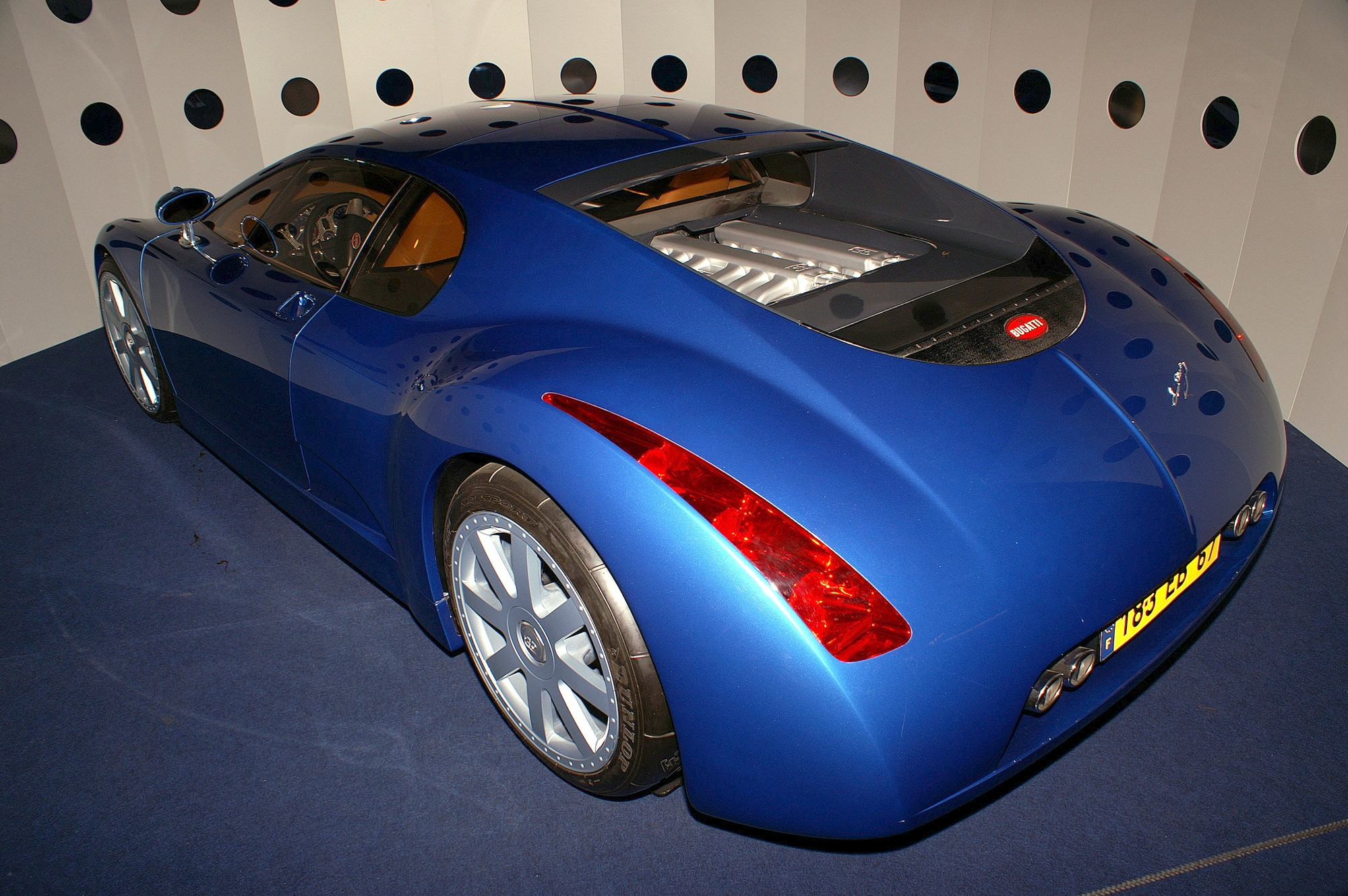